# Vasyl Yakovlev
Vasyl Yakovlev, né le 3 juillet 1972 à Odessa, est un coureur cycliste ukrainien. Il a notamment été médaillé de bronze puis d'argent au championnat du monde de la course aux points en 1993 et en 1999. Il a participé à quatre Jeux olympiques (1992, 1996, 2000 et 2004).

## Palmarès

### Palmarès année par année
- 1989
  -  2e du championnat du monde de poursuite individuelle juniors
- 1990
  -  Champion du monde de poursuite individuelle juniors
  -  Champion du monde de poursuite par équipes juniors (avec Alexandre Erochenko, Oleg Bakhmetie, Vladimir Krivonose et Serguei Golovko)
- 1993
  -  3e du championnat du monde de course aux points
- 1996
  - 4e de la course aux points des Jeux olympiques d'Atlanta
- 1999
  -  2e du championnat du monde de course aux points
- 2000
  - 9e de la course à l'américaine des Jeux olympiques de Sydney (avec Alexander Fedenko)
- 2001
  - 2e de la course aux points de la coupe du monde de Szczecin
- 2004
  - Vainqueur de la coupe du monde de la course à l'américaine à Aguascalientes (avec Volodymyr Rybin)
  - 2e de la course à l'américaine à Manchester (avec Volodymyr Rybin)
  - 5e de la course à l'américaine des Jeux olympiques d'Athènes (avec Volodymyr Rybin)

### Places d'honneur
- 1992
  - Abandon en finale de la course aux points des Jeux olympiques de Barcelone
- 2000
  - 17e de la course aux points des Jeux olympiques de Sydney
- 2004
  - 19e de la course aux points des Jeux olympiques d'Athènes

## Palmarès sur route
- 1998
  - 3e du Circuito del Porto-Trofeo Arvedi